# هموفیلوس دوکرئی
هموفیلوس دوکرئی یا هموفیلوس دوکره‌ای (Haemophilus ducreyi)، کوکوباسیل‌های گرم منفی عامل بیماری شانکروئید (شانکر نرم) است. هموفیلوس دوکرئی را می‌توان بر روی آگار شکلاتی کشت داد. درمان بیماری با استفاده از یک ماکرولید مانند آزترونام همراه با یک سفالوسپورین نسل سوم مانند سفتریاکسون انجام می‌گیرد. رنگ آمیزی گرم باکتری، آن را به شکل دسته‌ای از ماهی‌ها (school of fish) نشان می‌دهد.

## بیماریزایی
هموفیلوس دوکرئی، باکتری فرصت طلب است که از طریق خراش‌های پوستی میزبان را آلوده می‌سازد. در ناحیه عفونت، التهاب همراه با تجمع لنفوسیت‌ها، ماکروفاژها و گرانولوسیت‌ها اتفاق می‌افتد. این التهاب چرکی موجب لنفادنیت (تورم غدد انفاوی) در ناحیه عفونت خواهد شد.

## تشخیص
اگر چه می‌توان از روش‌های تشخیص آنتی ژنیکی، سرولوژیکی و تکثیر ژنی برای تشخیص باکتری استفاده کرد اما روش استاندارد برای شناسایی باکتری، کشت در آزمایشگاه است.